# Rhizophydium hyperparasiticum
Rhizophydium hyperparasiticum är en svampart som beskrevs av Karling 1946. Rhizophydium hyperparasiticum ingår i släktet Rhizophydium och familjen Rhizophydiaceae.   Inga underarter finns listade i Catalogue of Life.